# Mudukulathur
Mudukulathur là một thị xã panchayat của quận Ramanathapuram thuộc bang Tamil Nadu, Ấn Độ.

## Nhân khẩu
Theo điều tra dân số năm 2001 của Ấn Độ, Mudukulathur có dân số 13.130 người. Phái nam chiếm 50% tổng số dân và phái nữ chiếm 50%. Mudukulathur có tỷ lệ 71% biết đọc biết viết, cao hơn tỷ lệ trung bình toàn quốc là 59,5%: tỷ lệ cho phái nam là 76%, và tỷ lệ cho phái nữ là 65%. Tại Mudukulathur, 12% dân số nhỏ hơn 6 tuổi.